# Marsilea strigosa
Marsilea strigosa är en klöverbräkenväxtart som beskrevs av Carl Ludwig Willdenow. Marsilea strigosa ingår i släktet Marsilea och familjen Marsileaceae.
IUCN kategoriserar arten globalt som starkt hotad (EN). Inga underarter finns listade.